# Келсі Бенкс
Келсі Геррон Бенкс (англ. Kelcie Herron Banks; 8 травня 1965) — американський професійний боксер, чемпіон світу та Панамериканських ігор.

## Аматорська кар'єра
На Кубку світу 1985 здобув дві перемоги, а у фіналі програв Джону Джон Моліна (Пуерто-Рико).
На чемпіонаті світу 1986 став чемпіоном.
- В 1/8 фіналу переміг Мехмета Кіліча (Туреччина) — KO 2
- У чвертьфіналі переміг Білла Дауні (Канада) — 5-0
- У півфіналі переміг Андреаса Цюлова (НДР) — 4-1
- У фіналі переміг Хесуса Соллет (Куба) — 4-1

На Панамериканських іграх 1987 переміг чотирьох суперників і здобув золоту медаль.
На Олімпійських іграх 1988 програв нокаутом у першому бою Регіліо Тууру (Нідерланди).

## Професіональна кар'єра
Після Олімпіади перейшов до професійного боксу. Провів 30 боїв з суперниками невисокого рівня, зазнавши в цих боях шість поразок.